# Vision Voyages
Vision Voyages (anciennement Vision 2000 ; aussi connu sous le nom anglais de Vision Travel) est la plus importante agence de voyages indépendante du Canada. Joel Ostrov est le président de l'entreprise.
En 2015, Vision Voyages emploie 630 personnes réparties entre plusieurs bureaux dans toutes les grandes villes du Canada et génère un volume annuel de ventes de plus de 650 millions $. Le plus gros centre de traitement est situé au Québec et plus précisément dans l’arrondissement montréalais de Ville St-Laurent où travaillent quelque 200 employés qui génèrent un volume de ventes de plus de 200 millions $. L'entreprise adhère également au réseau d'agents de voyage Virtuoso et elle est actionnaire de Radius Travel, l’une des plus grandes entreprises de gestion des voyages du monde[source insuffisante].